# Steve Middleton
Stephen Roy Middleton, detto Steve (Portsmouth, 28 marzo 1953), è un ex calciatore inglese, di ruolo portiere.

## Carriera
Nel dicembre 1967 entra a far parte del settore giovanile del Southampton, con cui rimane per due anni e mezzo pima di essere trasferito alla prima squadra del club, con cui esordisce il 25 agosto 1973 in una gara contro il QPR. 
Nel marzo 1974, dopo l'acquisto di Ian Turner, viene relegato a terzo portiere e l'anno successivo viene ceduto in prestito al Torquay Utd, dove ottiene 10 presenze totali. Quando ritorna al Southampton, dopo il prestito, diventa il portiere titolare del club; ma dalla 18ª giornata di campionato viene sostituito (come titolare) da Turner. Al termine della stagione il club si aggiudica il titolo di FA Cup, battendo il Manchester Utd in finale. All'inizio della stagione 1976-1977, con gli arrivi di Colin Boulton, Jimmy Montgomery e Peter Wells, Middleton trova sempre meno minutaggio. Per questo motivo, a maggio 1977, al termine della stagione, decide di non rinnovare il contratto con il Southampton e di trasferirsi a parametro zero al Portsmouth. Dopo un inizio di stagione positivo, perde il posto di primo portiere del club, per via dei continui errori commessi e in generale per le troppe reti subite. Al termine della stagione decise di ritirarsi dal calcio giocato.

## Palmarès

### Competizioni nazionali
- Coppa d'Inghilterra: 1

Southampton: 1975-1976